# Nhân khứu giác trước
Nhân khứu giác trước (hay vỏ não khứu giác trước; tiếng Anh: anterior olfactory nucleus, viết tắt AON) là một phần của não trước trán của động vật có xương sống.
Nhân chi phối khứu giác  và có ảnh hưởng mạnh mẽ đến các khu vực khứu giác khác như hành khứu giác và vỏ não hình quả lê (piriform cortex).